# Мелилит
Мелилит (гумбольдтилит; от греч. μέλι — «мёд» и греч. λίθους — «камень») — группа породообразующих силикатных минералов (так называемая «группа мелилита»). Имеет непостоянный химический состав, отчего в разных энциклопедических справочниках может приводиться различная основная формула.
Группа мелилита включает в себя изоморфную смесь в широких пропорциях гардистонита (Са2ZnSi2O7), окерманита (Са2MgSi2O7) и геленита (Са2Al2SiO7) с примесями Mn2+ и Fe2+. Окерманит (устаревшее — «акерманит») и геленит в природе часто встречаются в некоторых вулканических (ультраосновных щелочных) и контактово-метасоматических породах (скарновых известняках). Гардистонит обнаружен в изменённых цинковых рудах. Минералы группы мелилита найдены во многих заводских шлаках и могут быть легко получены методом искусственного синтеза, причём мелилит из шлаков по своему химическому разнообразию превосходит природный аналог. Природный мелилит часто встречается в виде наросших кристаллов на лавах Саро di Bove (около Рима), Herchenberg в Brohlthal, реже на Везувии. Чаще — в виде составной части некоторых базальтов (Eifel, Erzgebirge и др.).
Кристаллизуется в тетрагональной сингонии. Образует пластинчатые или короткостолбчатые кристаллы, иногда лучистые агрегаты, встречается в виде отдельных зёрен. Отношение осей а: с = 1:0,4548. Кристаллическая структура составлена «ячеистой» сеткой из разноориентированных групп сдвоенных тетраэдров [(Si,Al)2O7], с атомами Са (или Na) в узлах сетки, отдельных MgO4 и AlO4 в ячейках сетки и атомами кислорода в углах тетраэдра. По базису более или менее ясная спайность. Твёрдость по минералогической шкале составляет 5 — 5,5. Плотность 2,980-3,066. Цвет белый, бледно-жёлтый, реже зеленовато-жёлтый, красновато-бурый, серый. Блеск стеклянный до жирного. Просвечивает. Двойное преломление слабое, положительное и отрицательное. Плавится с трудом. В соляной кислоте растворяется с выделением студенистой SiO2.